# Unione Sportiva Avellino 1963-1964
Questa voce raccoglie le informazioni riguardanti l'Unione Sportiva Avellino nelle competizioni ufficiali della stagione 1963-1964.

## Rosa
| N. |                   | Ruolo | Calciatore\|                     |
| -- | ----------------- | ----- | -------------------------------- |
|    | Italia (bandiera) | P     | Remigio Trulla                   |
|    | Italia (bandiera) | D     | Germano Da Dalto (vice capitano) |
|    | Italia (bandiera) | D     | Luigi De Falco                   |
|    | Italia (bandiera) | D     | Elio Grappone (capitano)         |
|    | Italia (bandiera) | D     | Francesco Lucchetti              |
|    | Italia (bandiera) | C     | Ubaldo Bancaro                   |
|    | Italia (bandiera) | C     | Giovanni Berlasso                |
|    | Italia (bandiera) | C     | Giulio Cantarini                 |

| N. |                   | Ruolo | Calciatore        |
| -- | ----------------- | ----- | ----------------- |
|    | Italia (bandiera) | C     | Giorgio Pengo     |
|    | Italia (bandiera) | C     | Sergio Quaiattini |
|    | Italia (bandiera) | A     | Fulvio Carbone    |
|    | Italia (bandiera) | A     | Giovanni Console  |
|    | Italia (bandiera) | A     | Giuseppe Montelli |
|    | Italia (bandiera) |       | Della Valle       |
|    | Italia (bandiera) |       | Mascia            |
|    | Italia (bandiera) |       | Zanelli           |